# Алтернатива за Немачку
Алтернатива за Немачку (AfD) је политичка странка у Немачкој. Евроскептична је странка, која се противи имиграцији у Немачку, нарочито имиграцији муслимана. Примарна идеологија странке је волкистилчки национализам, тип етничког национализма који је имао велики утичај на нацистичку партију. Партија се такође ослања на економски национализам, антифеминизам и борбу против ЛГБТ+ права. После парламентарних избора 2025. друга је странка по снази у Бундестагу.

## Историја
Основана је као евроскептична партија која подржава чланство Немачке у Европској унији, али се противи заједничкој валути, евру, и политици спашавања предузећа којима прети пропаст давањем финансијске помоћи која је проистекла из европске дужничке кризе. Партија се расцепила у јулу 2015, и Фрауке Петри је наставила да води Алтернативу за Немачку на антиимигрантској платформи, док су оснивач Бернд Луке и присталице његових економских политика напустили странку и основали Алијансу за напредак и одлазак (ALFA). На партијској конвенцији одржаној од 30. априла до 1. маја 2016, партија је усвојила антиисламску платформу.
На савезним изборима 2013. године је освојила 4,7% гласова, чиме је за мало остала испод изборног цензуса од 5%, неопходног за улазак у Бундестаг. 2014, ова партија је освојила 7,1% гласова и 7 од 96 мандата резервисаних за Немачку на изборима за Европски парламент, и након тога приступила парламентарној групи Европских конзервативаца и реформиста (ЕЦР). Од марта 2016, АфД је ушла у парламент осам немачких савезних држава.
На савезним Немачким изборима 2017. осваја 12,6% и постаје трећа најјача странка у Бундестагу, 2021. пада на 5. место са 10,4%, док се 2025. попела на друго место са 20,8%.
Од 2. децембра 2017 су Јерг Мајтен посланик европског парламента и Александер Гауланд равноправни председници целонемачке AfD. Гауланд је наступио као компромис кандидат уместо умереног Георга Паздерског И Дорис фон Саин Витгенштајн који у два кола нису освојили потребну већину и обоје су повукли своје кандидатуре и уместо њих је био изабран Гауланд који није спадао ни на једну страну и тако је конзервативно крило које се назива једноставно "Flügel" (немачки "крило"), добило подршку а Алтернариву за Немачку ће повести Мојтен и Гауланд.

## Политика према Србији
Партија се залаже за протеривање Срба из Немачке. Залаже се за повлачење признања Републике Косово, а такође доследно осуђује НАТО бомбардовање Југославије. Противи се протестима у Србији после урушавања надстрешнице у Новом Саду 2024.

## Табеле изборних резултата
Савезни парламент
| Изборна година | Бр. гласова за изборне јединице | Бр. гласова за партију | % гласова за партију | Укупно мандата | влада            |
| -------------- | ------------------------------- | ---------------------- | -------------------- | -------------- | ---------------- |
| 2013           | 810.915                         | 2.056.985              | 4,7                  | 0 / 631        | ванпарламентарни |
| 2017           | 5.316.095                       | 5.877.094              | 12,6                 | 94 / 709       | опозиција        |
| 2021           | 4.699.926                       | 4.809.233              | 10,4                 | 83 / 735       | опозиција        |
| 2025           | 10.175.438                      | 10.327.148             | 20,8                 | 152 / 630      | опозиција        |

Европски парламент
| Изборна година | Бр. гласова | % гласова и ранг | Бр. мандата | +/– |
| -------------- | ----------- | ---------------- | ----------- | --- |
| 2014           | 2.070.014   | 7,1 (#5)         | 10 / 96     |     |
| 2019           | 4.103.453   | 7,1 (#4)         | 10 / 96     |     |
| 2024           | 4.103.453   | 15,89 (#2)       | 15 / 96     |     |

Државни парламент
| Државни избори, година   | Бр. гласова | % гласова и ранг | Бр. мандата | +/– |
| ------------------------ | ----------- | ---------------- | ----------- | --- |
| Хесен, 2013              | 126.906     | 4,1 (#6)         | 0 / 110     |     |
| Саксонија, 2014          | 159.611     | 9,7 (#4)         | 14 / 126    |     |
| Тирингија, 2014          | 99.548      | 10,6 (#4)        | 11 / 91     |     |
| Бранденбург, 2014        | 119.989     | 12,2 (#4)        | 11 / 88     |     |
| Хамбург, 2015            | 214.833     | 6,1 (#6)         | 8 / 121     |     |
| Бремен, 2015             | 64.368      | 5,5 (#6)         | 5 / 83      |     |
| Баден-Виртемберг, 2016   | 809.311     | 15,1 (#3)        | 23 / 143    |     |
| Рајнланд-Палатинат, 2016 | 267.813     | 12,6 (#3)        | 14 / 101    |     |
| Саксонија-Анхалт, 2016   | 271.646     | 24,4 (#2)        | 25 / 87     |     |

## Програм
Дана 1. маја 2016. на сазиву у Штутгарту је странка АфД примила програмско начело да ислам није у складу са немачким уставом и прогласила је да је забрањено ношење бурки и градњу џамија у Немачкој.